# NBAまにあ
NBAまにあは、1998年より2002年7月12日までTBSで放送されたNBA（ナショナル・バスケットボール・アソシエーション）専門番組である。NBAシーズン限定で金曜深夜に放送された。
98-99シーズンは「NBA MANIA」、99-00シーズンは「NBAマニア」、00-01シーズンは「NBAまにあ」として放送。それぞれ色合いは異なる。

## MC
- 羽生未来
- 高橋香代　主に現地レポートを担当
- 菊池マヤ(現藤村はる美)　主に現地レポートを担当
- 山口智充（DonDokoDon）「NBAまにあ」から参加。
- 松下萌子

## ナレーター
- 中田譲治